# Kuriyala, Bantval
Kuriyala là một làng thuộc tehsil Bantval, huyện Dakshin kannad, bang Karnataka, Ấn Độ.